# Chi dice donna...
Chi dice donna... (The Feminine Touch) è un film del 1941 diretto da W. S. Van Dyke.

## Produzione
Il film, diretto da W.S. Van Dyke su una sceneggiatura di George Oppenheimer e Edmund L. Hartmann e Ogden Nash, fu prodotto da Joseph L. Mankiewicz per la Metro-Goldwyn-Mayer e girato a Lake Arrowhead nella San Bernardino National Forest e negli stabilimenti Metro-Goldwyn-Mayer a Culver City, in California, dal 1º luglio 1941 al 29 luglio 1941. I titoli di lavorazione furono Female of the Species, Heartburn e All Woman.

## Colonna sonora
- Jealous - musica di Jack Little, testo di Dick Finch e Tommie Malie
- Academic Festival Overture in C, Op. 80 - scritta da Johannes Brahms
- Happy Days Are Here Again (1929) - musica di Milton Ager

## Distribuzione
Il film fu distribuito con il titolo The Feminine Touch negli Stati Uniti nell'ottobre del 1941 al cinema dalla Metro-Goldwyn-Mayer.
Altre distribuzioni:
- in Svezia il 23 agosto 1943 (Det evigt kvinnliga)
- in Finlandia il 23 giugno 1948 (Ikuinen naisellisuus)
- in Spagna il 16 marzo 1950 (Huellas femeninas)
- in Brasile (Ciúme não é Pecado)
- in Italia (Chi dice donna...)

## Critica
Secondo Leonard Maltin il film è una "commedia scostante".